# Луї Лево
Луї Лє Во (фр. Louis Le Vau, 1612, Париж — 11 жовтня 1670, Париж) — французький архітектор на зламі епох бароко і класицизму, був одним з основоположників французького класицизму, з 1653 по 1670 рік — перший королівський архітектор. Будівничий Версальського палацу.

## Життєпис
Луї Лє Во народився в Парижі у родині архітектора. Лє Во навчався архітектурі в Італії, зокрема, в Римі та Генуї, в епоху процвітання бароко. Великий вплив на нього також мав Франсуа Мансар. Лє Во відступив від ренесансно-барокових форм і звернув увагу на лекші елементи класицизму і у подальшому став одним з провідних майстрів класицизму у Франції.
На замовлення суперінтерданта фінансів Ніколя Фуке Лє Во збудував розкішний палац Во-ле-Віконт, чим привернув до себе увагу короля Людовика XIV. Після падіння Фуке йому було доручено повторити успіх при проектуванні і будівництві Версальського палацу. Одночасно Лє Во займався перебудовою палацу Тюїльрі.
Крім цього, під керівництвом Лє Во були збудовані будинки Французької академії і численні міські осібняки («готелі»), зокрема на острові Сен-Луї.
У співпраці із Ш. Лебреном і А. Ленотром, сприяв перетворенню традиційного типа аристократичного замку на палацово-парковий ансамбль.

## Перелік головних творів[1][3]
- перебудова палацу Тюїльрі
- готель Ламбер, 1645, Париж
- 1634—1637 Готель Кольбер — резиденція Кольбера і Філіпа Орлеанського. У 1826 році на цьому місці була споруджена галерея Кольбер.
- 1661—1665 Коллеж Чотирьох Націй — будівля Французької академії
- 1655—1670 Луврский палац
- 1642 —? Готель Лє Во
- 1670—1672 Великий Тріанон
- 1656—1657 Готель Лозен
- 1656—1661 Во-ле-Віконт
- 1661—1670 Версальський палац

## Галерея

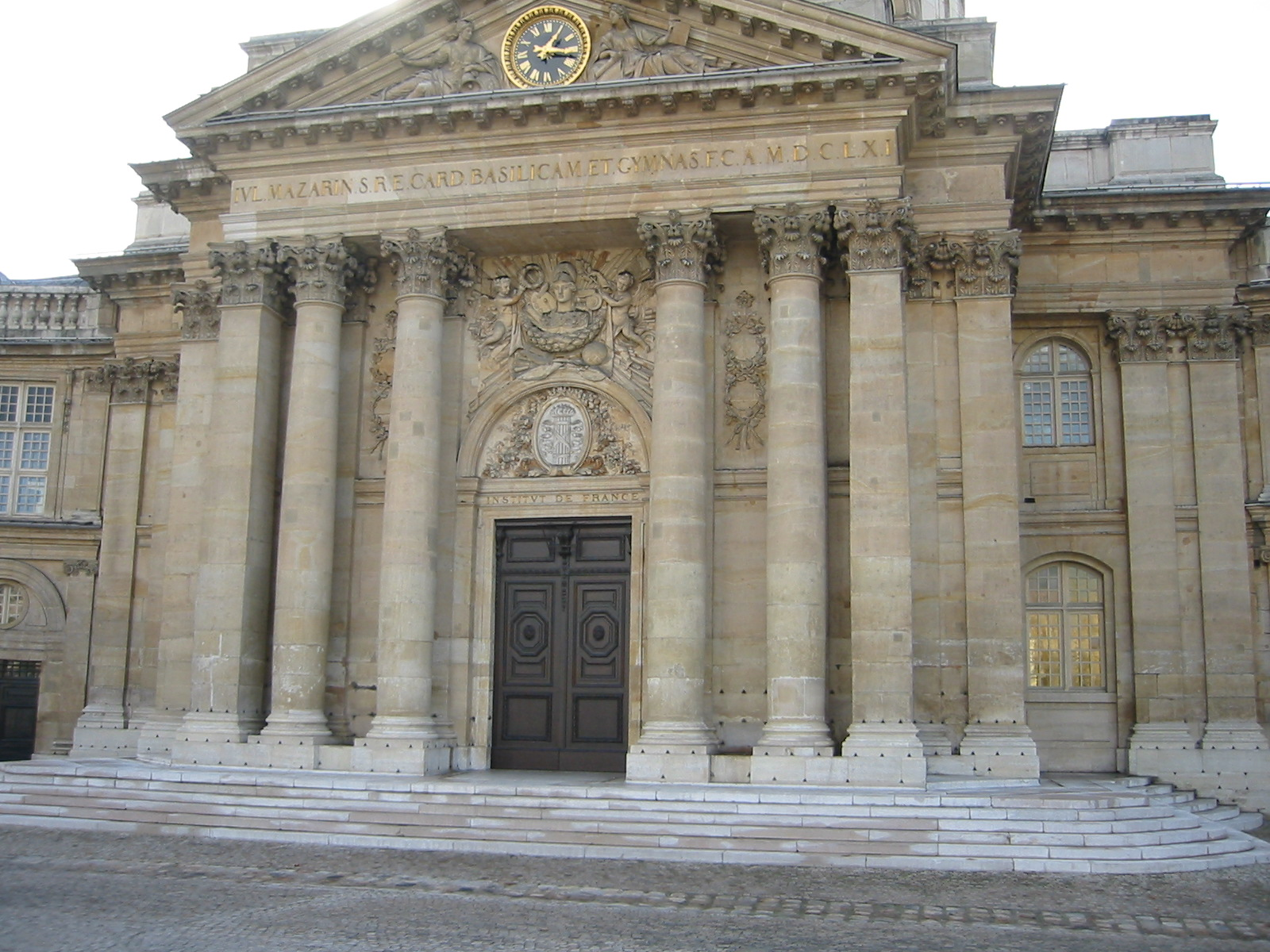
Парадний вхід Колежу чотирьох націй, Париж
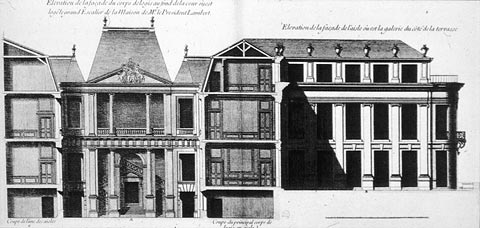
Фасад  і розріз міського палацу (готелю) Ламбер в Парижі
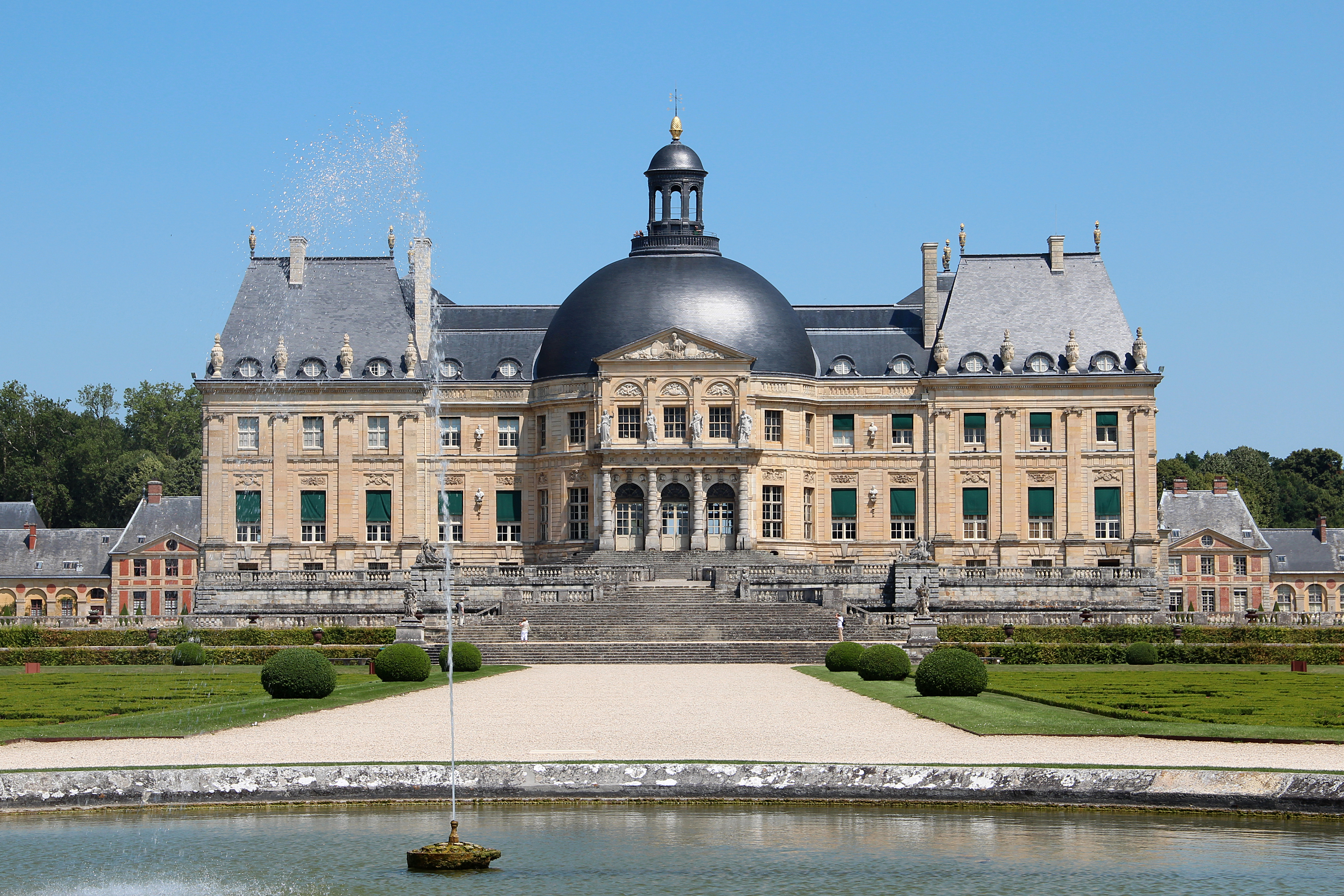
Палац Во-ле-Віконт взимку
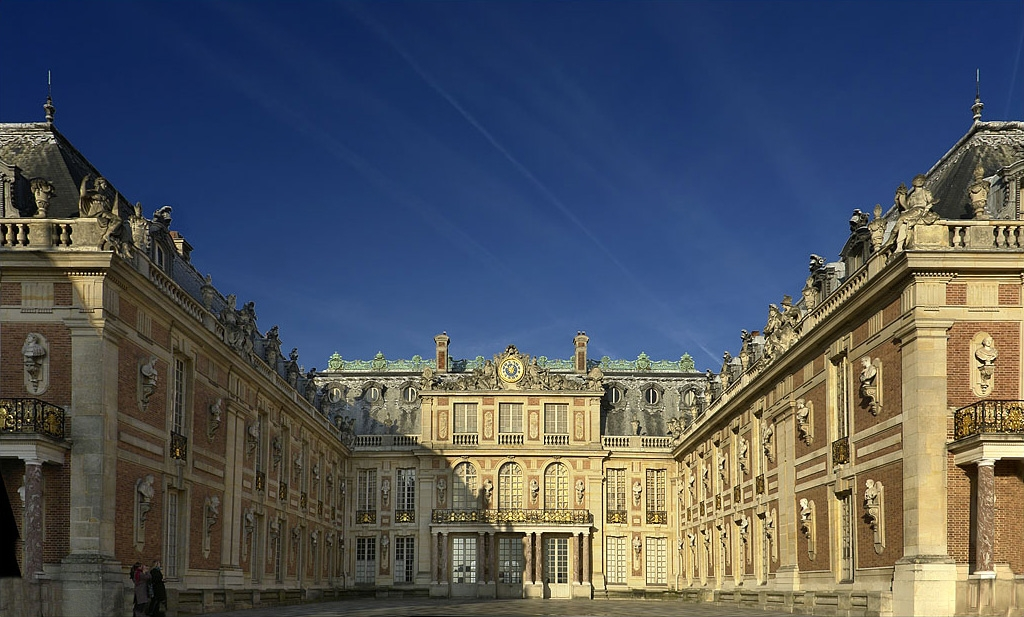
Версальський палац. Парадний двір з дороги від Парижу